# Vivero de Tres Pins
El vivero de Tres Pins se encuentra en la montaña de Montjuïc, en el Distrito de Sants-Montjuic de Barcelona. Es el vivero de plantas nuevas del instituto de Parques y jardines de Barcelona, donde se cultivan todo tipo de especies para ser trasladadas a otros parques de la ciudad. El nombre Tres Pins («tres pinos») se refiere a un popular espacio formado por tres antiguos pinos piñoneros y una fuente, donde solía acudir la gente para hacer picnics. En su terreno se encuentra igualmente el Jardín de Petra Kelly, dedicado a la ecologista alemana Petra Kelly, fundadora del partido de los Verdes.

## Descripción

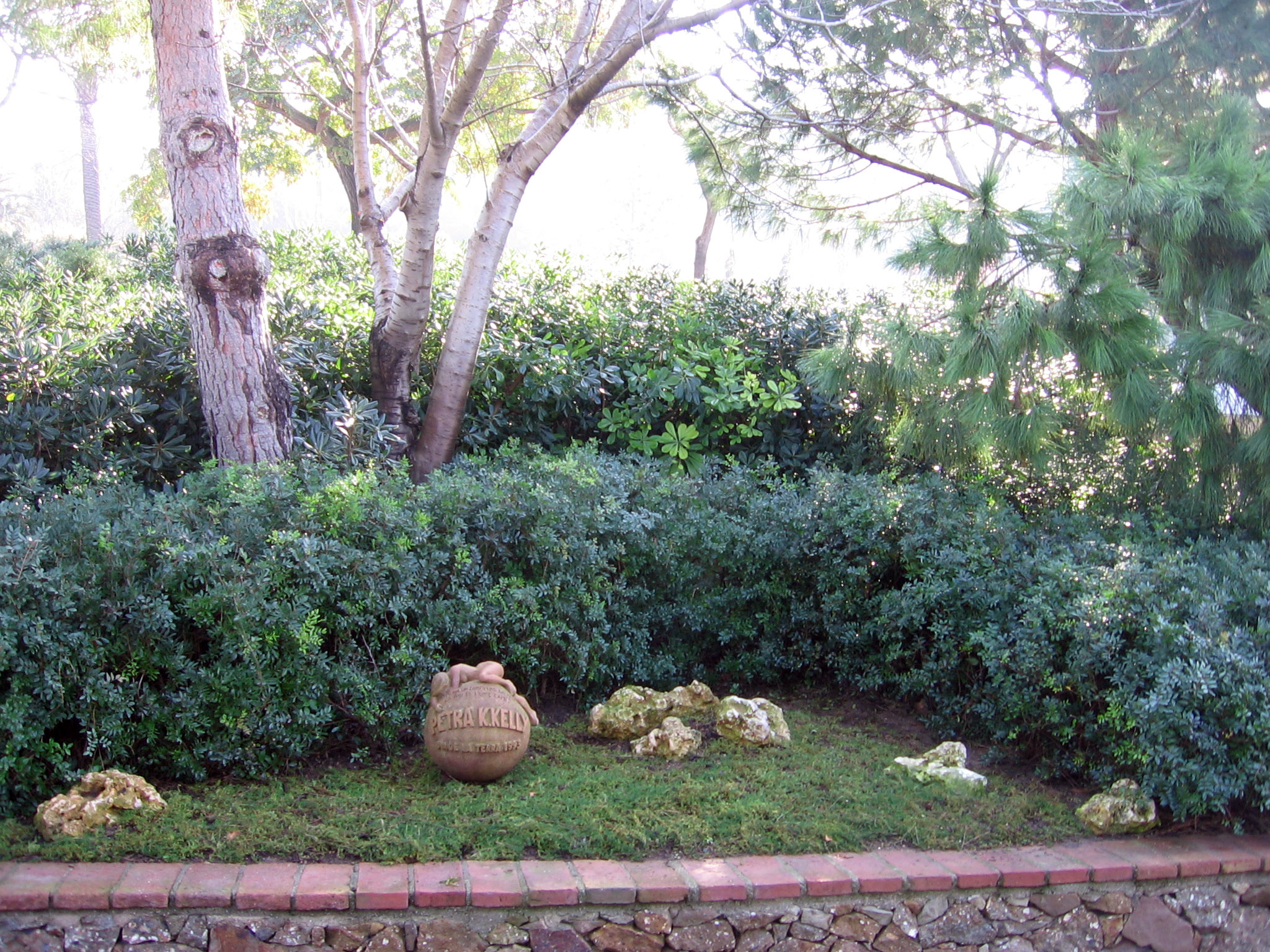
Jardín de Petra Kelly.

El vivero se encuentra en la vertiente noroeste de la montaña de Montjuïc, y ocupa un amplio espacio situado entre el Estadio Olímpico de Montjuïc y el Castillo de Montjuïc, al lado del Jardín Botánico de Barcelona y de los Jardines de Mossèn Cinto Verdaguer. Fue fundado en los años 1920 en el terreno situado junto a la avenida de Miramar, frente a la Fundación Miró, en principio para abastecer de plantas el recinto de la Exposición Internacional de 1929, hasta que en 1985 fue ampliado considerablemente ascendiendo por la falda de la montaña. En 1993 fue abierto al público, tras una remodelación efectuada por Enric Batlle y Joan Roig. El vivero está organizado por áreas dedicadas a diferentes especies vegetales, como plantas vivaces, trepadoras, arbustivas, acuáticas y ornamentales, y cada año produce más de un millón de plantas para toda la ciudad. También cuenta con varios edificios destinados a gestión e investigación.
El Jardín de Petra Kelly es un pequeño espacio dentro del vivero, al que se accede tras subir varias terrazas con tramos de escaleras. Presenta dos monumentos de pequeñas proporciones: A Petra Kelly (1993), de Olga Ricart, una bola de terracota que representa el mundo con una mujer desnuda que lo abraza, con la inscripción «no hay un camino hacia la paz, la paz es el único camino», junto a un ciruelo, el árbol preferido de Petra; y A Joseph Beuys (1992), de Lluís Boada y Carles Hac Mor, un monolito de piedra dedicado al artista alemán Joseph Beuys, un firme defensor del ecologismo, junto a una encina y una Malaleuca mesophila, un raro ejemplar de más de 500 años de vida.

## Vegetación
Aparte de las especies cultivadas para su traslado a otros parques, como especies propias del jardín se hallan: la palmera de Canarias (Phoenix canariensis), el ailanto (Ailanthus altissima), la morera (Morus alba), el laurel (Laurus nobilis), la acacia (Robinia pseudoacacia), el ciprés (Cupressus sempervirens), el olmo (Ulmus pumila), el pitosporo (Pittosporum tobira), el pino piñonero (Pinus pinea), el pino blanco (Pinus halepensis), la encina (Quercus ilex), la tipuana (Tipuana tipu), la sófora (Sophora japonica), el plátano (Platanus x hispanica), el sauce llorón (Salix babylonica) y el almez (Celtis australis).